# Xã Anderson, Quận Warrick, Indiana
Xã Anderson (tiếng Anh: Anderson Township) là một xã thuộc quận Warrick, tiểu bang Indiana, Hoa Kỳ. Năm 2010, dân số của xã này là 1.274 người.